# Pallène (lune)
Pour les articles homonymes, voir Pallène.
Pallène (désignation provisoire S/2004 S 2) est un satellite naturel de Saturne. Il a été découvert par Sébastien Charnoz, scientifique de la mission Cassini-Huygens, menée par  Carolyn Porco, et al. en 2004. Pallène orbite Saturne à une distance d'environ 211 000 km (ce qui lui donne une période de 1,142 j) et fait ~4 km de diamètre.
Les noms Méthone et Pallène ont été provisoirement approuvés par la Division III (Sciences des systèmes planétaires) de l'Union astronomique internationale, Groupe de travail sur la nomenclature du système planétaire. Ils devraient être entérinés lors de l'assemblée générale de 2006 de l'UAI, à Prague. Pallène (en) était l'une des Alcyonides, les sept filles du géant Alcyonée.
En supposant sa densité égale à celle de Mimas (1,17 t/m3), on peut estimer ce qui suit :
- masse 3,92 × 1013 kg
- gravité 0,000 65 m/s2
- vitesse de libération 0,001 6 m/s

## Histoire
Après sa découverte en 2004, on s'est aperçu que Pallène avait été photographiée par la sonde Voyager 2 le 23 août 1981 et nommée provisoirement S/1981 S 14. Cette image étant unique, il n'avait pas été possible de calculer son orbite.

## Référence
- Saturn's Known Satellites (by Scott S. Sheppard)